# Teoria podkowy

Teoria podkowy – teoria głosząca, że ugrupowania o ideologii skrajnie lewicowej i skrajnie prawicowej są bardziej do siebie podobne aniżeli do ugrupowań centrowych.
Pojęcie teorii podkowy pierwszy raz zastosował Jean-Pierre Faye w swej książce Le siècle des idéologies. Początkowo stosowana do opisu postaw politycznych w III Rzeszy (nazistów i komunistów), w późniejszym okresie pojawiła się w dyskursie na temat zbieżności ekstremizmów.
Zwolennicy teorii wskazują na podobieństwa między ugrupowaniami skrajnie lewicowymi i skrajnie prawicowymi, jak np. niechęć do zagranicznej pomocy i imigracji, zbliżone metody działania, stosunek do przeciwników politycznych, skłonność do dawania wiary teoriom spiskowym, czy brak zaufania do instytucji państwowych. Mimo powszechności użycia nie wydaje się, żeby to było to poparte naukowo przez naukowców zajmujących się naukami polityczności, a przypadki rzetelnych badań na ten temat są nieliczne. Istniejące badania i kompleksowe przeglądy często znajdują jedynie ograniczone wsparcie i tylko pod pewnymi warunkami; generalnie zaprzeczają one głównym założeniom teorii.

## Pochodzenie
Pojęcie, jeśli nie określenie, pojawiło się już w latach pięćdziesiątych XIX wieku, jak w tej uwadze Bayarda Taylora o dwóch francuskich podróżnikach, których spotkał w Bejrucie:

W trakcie [debaty] uderzyła mnie serdeczność, z jaką monarchista[9] i socjalista zjednoczyli się w swoich potępieniach Anglii i angielskich przepisów. Gdy siedzieli obok siebie, wylewając przekleństwa przeciwko „perfidnemu Albionowi”, nie mogłem powstrzymać się od wykrzyknięcia: „Voilà, comme les extrêmes se rencontrent!”. {"Zobacz, jak skrajności się spotykają!"}.

Metafora podkowy była używana w czasach Republiki Weimarskiej do opisania ideologii Czarnego Frontu. Późniejsze użycie tego terminu w teorii politycznej było widoczne w książce francuskiego pisarza i filozofa, Jeana-Pierre Faye’a, Le Siècle des idéologies. Publikacja Faye’a omawiała wykorzystanie ideologii (twierdząc, że słowo „ideologia” to para greckich słów, które zostały połączone w języku francuskim), które, jak twierdził, są zakorzenione w filozofii przez reżimy totalitarne, ze szczególnym odniesieniem do Friedricha Nietzschego i Adolfa Hitlera oraz Karola Marxa i Józefa Stalina; na przykład Faye użył metafory podkowy, aby opisać pozycję polityczną niemieckich partii politycznych, od Komunistycznej Partii Niemiec po partię nazistowską, w 1932 roku. Inni przypisują tę teorię, jako pochodzącą od amerykańskich socjologów Seymoura Martina Lipseta i Daniela Bella oraz innych, którzy stali się częścią ruchu neokonserwatywnego w Stanach Zjednoczonych; według krytyków, którzy w odpowiedzi stworzyli złożone teorie ruchów społecznych, stanowiąc dziedzictwo zimnowojennej polityki liberalnej.

## Studia akademickie i krytyka
Teoria podkowy nie cieszy się szerokim poparciem w kręgach akademickich; recenzowane badania politologów na jej temat są rzadkie, a istniejące badania i kompleksowe analizy często zaprzeczały jej głównym założeniom lub znalazły jedynie ograniczone poparcie dla teorii w pewnych warunkach. Przeprowadzone w 2011 r. badanie dotyczące skrajnej lewicy i skrajnej prawicy w kontekście wyborów prezydenckich we Francji w 2007 r. wykazało, że: „Rozbieżne kwestie społeczne i polityczne wyjaśniają poparcie wyborcze dla tych dwóch kandydatów: ich wyborcy nie zajmują tej samej przestrzeni politycznej, nie posiadają tego samego pochodzenia społecznego i nie wyznają tych samych wartości.”. W badaniu z 2012 roku stwierdzono: „Obecne wyniki nie potwierdzają zatem idei, że zwolennicy skrajnych ideologii po stronie lewicowej i prawicowej są do siebie podobni, ale zamiast tego popierają alternatywną perspektywę, że różne skrajne ideologie przyciągają różnych ludzi. Innymi słowami, ekstremiści powinni być rozróżniani na podstawie ideologii, do której się stosują, i nie ma uniwersalnego typu ekstremisty, który czuje się jak w domu w każdej skrajnej ideologii.”. W badaniu z 2019 r. stwierdzono, że „nasze ustalenia sugerują, że mówienie o „skrajnie lewicowych wartościach” lub „skrajnie prawicowych wartościach” może nie mieć znaczenia, ponieważ członkowie obu grup są niejednorodni pod względem wartości, które popierają”. W badaniu z 2022 r. dotyczącym antysemityzmu stwierdzono: „We wszystkich pozycjach skrajna lewica ma niższą zgodność z tymi stwierdzeniami w porównaniu do umiarkowanych, a skrajna prawica ma wyższą zgodność z tymi stwierdzeniami w porównaniu do umiarkowanych. W przeciwieństwie do teorii „podkowy” dowody wskazują na rosnący antysemityzm przechodzący od lewej do prawej strony.”. Paul H.P. Hanel, pracownik naukowy Uniwersytetu w Essex wraz swoim zespołem podsumował niektóre z tych badań pisząc:

Niektórzy twierdzą, że wszyscy ekstremiści, zarówno polityczni lewicowcy, jak i prawicowcy, w rzeczywistości popierają podobną politykę, zgodnie z poglądem znanym jako „teoria podkowy”. Jednak ostatnie badania nie tylko nie potwierdzają takich przekonań, ale także im zaprzeczają ... Van Hiel odkrył również, że lewicowi ankietowani zgłaszali znacznie niższe poparcie dla wartości związanych z ochroną, samorealizacją i postawami antyimigracyjnymi w porównaniu zarówno z umiarkowanymi, jak i prawicowymi aktywistami, przy czym osoby z prawej strony zgłaszały większe poparcie dla takich wartości i postaw ... Ogólnie rzecz biorąc, van Hiel przedstawił dowody wskazujące, że zachodnioeuropejskie grupy ekstremistyczne nie są jednorodne, a grupy lewicowe i prawicowe reprezentują różne ideologie.

Kilku naukowców zakwestionowało teorię podkowy jako nadmierne uproszczenie i uogólnienie, które lekceważy ich fundamentalne różnice, i zakwestionowało ogólne założenia teorii, powołując się na znaczące różnice między lewicą a prawicą w spektrum politycznym i zarządzaniu. Chip Berlet, ekspert od ruchów prawicowych, odrzucił dostrzegalne flirty między skrajną lewicą a skrajną prawicą jako nadmierne uproszczenie ideologii politycznych, ignorując fundamentalne różnice między nimi. W wydanej w 2000 roku książce o radykalnej prawicy w Stanach Zjednoczonych „Right-Wing Populism in America: Too Close for Comfort”, on i Matthew N. Lyons, inny ekspert od ruchów prawicowych, odrzucili zarówno twierdzenie, że rola skrajnej prawicy w protestach w Seattle w 1999 roku była znacząca, jak i raport Southern Poverty Law Center, który „w dużej mierze polegał na teorii podkowy”. W kontekście ruchu antyglobalistycznego wspomnieli również, że ci z politycznej lewicy byli zaniepokojeni infiltracją grup anty-WTO przez skrajną prawicę, w tym tych kierowanych przez centrystycznych liberałów i socjaldemokratów, którzy nie chcieli być kojarzeni z „prawicowymi nacjonalistami i bigotami”. Niektóre z nich, takie jak Peoples’ Global Action, zareagowały na to postrzegane zagrożenie, zmieniając swoje manifesty, aby z zasady odrzucić sojusze z jakimikolwiek prawicowymi grupami.
W artykule z 2014 roku Vassilis Pavlopoulos, profesor psychologii społecznej na Uniwersytecie w Atenach, argumentował: „Tak zwana teoria centrystyczna/ekstremistyczna lub teoria podkowy wskazuje na notoryczne podobieństwa między dwoma skrajnościami spektrum politycznego (np. autorytaryzm). Pozostaje ona żywa, choć wielu socjologów uważa ją za całkowicie zdyskredytowaną (Berlet & Lyons, 2000). Ponadto stwierdzono, że profile ideologiczne dwóch biegunów politycznych znacznie się różnią (Pavlopoulos, 2013). Teoria centrystyczna/ekstremistyczna zawęża obywatelską debatę polityczną i osłabia progresywne organizacje. Przyrównywanie neonazisty do radykalnej lewicy prowadzi do legitymizacji skrajnie prawicowych ideologii i praktyk”.
Simon Choat, starszy wykładowca teorii politycznej na Uniwersytecie Kingston, skrytykował teorię podkowy. W artykule z 2017 r. dla The Conversation zatytułowanym „Teoria podkowy to nonsens – skrajna prawica i skrajna lewica mają ze sobą niewiele wspólnego”, argumentuje on, że ideologie skrajnie lewicowe i skrajnie prawicowe mają podobieństwa tylko w najbardziej mglistym sensie, ponieważ obie sprzeciwiają się liberalno-demokratycznemu status quo, ale obie strony mają bardzo różne powody i bardzo różne cele, aby to zrobić. Choat używa kwestii globalizacji jako przykładu zarówno skrajna lewica, jak i skrajna prawica atakują neoliberalną globalizację i jej „elity”, jednak nie ma zgody między skrajną lewicą a skrajną prawicą co do tego, kogo zalicza się do „elity”, dlaczego stanowią oni problem i jak na nie reagować.
Ponadto Choat twierdzi, że chociaż zwolennicy teorii podkowy mogą przytaczać historyczne przykłady rzekomej zmowy między faszystami i komunistami, ci na skrajnej lewicy zwykle sprzeciwiają się powstaniu skrajnie prawicowych lub faszystowskich reżimów w swoich krajach. Zamiast tego twierdzi, że to centryści wspierali skrajnie prawicowe i faszystowskie reżimy i woleli je u władzy niż socjalistów, a także, że teoria podkowy jest stronnicza wobec centrystów, którzy według niego wykorzystują ją do oczerniania lub atakowania lewicy bardziej niż prawicy.”.
Przytacza on przykład wyborów prezydenckich w Stanach Zjednoczonych w 2016 r. i wyborów prezydenckich we Francji w 2017 r., w których zwolennikom Berniego Sandersa i Jean-Luca Mélenchona zarzucano, że rzekomo woleli lub głosowali na Donalda Trumpa i Marine Le Pen. W tym sensie argumentuje on, że teoria podkowy jest wykorzystywana do angażowania się w red-baitinglub reductio ad Hitlerum, co pozwala im „zdyskredytować lewicę, jednocześnie wypierając się własnego współudziału ze skrajną prawicą.” Choat mówi, że „porównywanie Stalina do współczesnych lewicowców, takich jak Mélenchon czy Corbyn, jest oczywistym absurdem” i konkluduje: „Jeśli liberałowie naprawdę chcą zrozumieć i stawić czoła wzrostowi skrajnej prawicy, to, zamiast oczerniać lewicę, powinni raczej zastanowić się nad własnymi błędami”.
Podczas gdy formalna akademicka lub dziennikarska analiza teorii podkowy jest dość nowa, krytyka jej poprzedników jest długotrwała, a częstą podstawą krytyki była tendencja komentatorów do grupowania różnych przeciwstawnych ruchów. Już w 1938 roku marksistowski teoretyk i polityk Lew Trocki napisał „Ich moralność i nasza”, która stała się podstawą jego książki z 1939 roku, „Ich moralność i nasza: Marksistowskie a liberalne poglądy na moralność”. W artykule z 1938 r., który został po raz pierwszy opublikowany w Stanach Zjednoczonych przez teoretyczne czasopismo Socjalistycznej Partii Robotniczej Międzynarodowej Lewicowej Opozycji, napisał:

Cechą charakterystyczną tych analogii i podobieństw jest to, że przy ich stosowaniu całkowicie ignoruje się materialne podstawy rozmaitych nurtów, tj. ich klasową naturę i przez to obiektywną rolę dziejową. Zamiast tego za punkt wyjścia przy ocenie i wartościowaniu rozmaitych nurtów przyjmuje się dowolne, powierzchowne i drugorzędne objawy, najczęściej stosunek tych nurtów do jakiejś abstrakcyjnej zasady, która dla danego krytyka ma szczególną wartość zawodową. Odpowiednio więc dla papieża bliźniętami są wolnomularze, darwiniści, marksiści i anarchiści, gdyż wszyscy oni bluźnierczo zaprzeczają niepokalanemu poczęciu. Dla Hitlera bliźniętami są liberalizm i marksizm, bo nie chcą nic słyszeć o „krwi i honorze”. Z kolei dla demokraty bliźniętami są faszyzm i bolszewizm, gdyż nie podporządkowują się powszechnemu prawu wyborczemu itd.